# 默氏突吻鱈
默氏突吻鱈，為輻鰭魚綱鱈形目鼠尾鱈科的其中一種，分布於印度太平洋區的澳洲、紐西蘭、斐濟海域，屬深海底棲性魚類，深度1196-2350公尺，體長可達37公分，棲息在底層水域，生活習性不明。

## 扩展阅读
維基物種上的相關：默氏突吻鱈